# Кондейша-а-Веля
Кондейша-а-Веля (порт. Condeixa-a-Velha; МФА: [kõ.ˈdɐj.ʃɐ-ɐ-ˈvɐ.ʎɐ]) — парафія в Португалії, у муніципалітеті Кондейша-а-Нова. Розташована в західній частині країни, на теренах історичної португальської провінції Бейра. Входить до складу округу Коїмбра. За адміністративним поділом, чинним до 1976 року, терени парафії були складовою провінції Берегова Бейра. Належить до Коїмбрської діоцезії Католицької церкви. Патрон — святий Петро. Площа — 24,1799 км². Населення — 3472 ос. (2011). Слабо урбанізований регіон. Густота населення — 143,59 осіб/км²
. Код — 060405.

## Населення
| Кількість мешканців | Кількість мешканців | Кількість мешканців | Кількість мешканців | Кількість мешканців | Кількість мешканців | Кількість мешканців | Кількість мешканців | Кількість мешканців | Кількість мешканців | Кількість мешканців | Кількість мешканців | Кількість мешканців | Кількість мешканців | Кількість мешканців |
| ------------------- | ------------------- | ------------------- | ------------------- | ------------------- | ------------------- | ------------------- | ------------------- | ------------------- | ------------------- | ------------------- | ------------------- | ------------------- | ------------------- | ------------------- |
| 1864                | 1878                | 1890                | 1900                | 1911                | 1920                | 1930                | 1940                | 1950                | 1960                | 1970                | 1981                | 1991                | 2001                | 2011                |
| 1 533               | 1 839               | 1 961               | 1 937               | 2 084               | 2 044               | 2 022               | 2 325               | 2 307               | 2 254               | 2 173               | 2 300               | 2 399               | 3 318               | 3 472               |